# Tsinger (cráter)

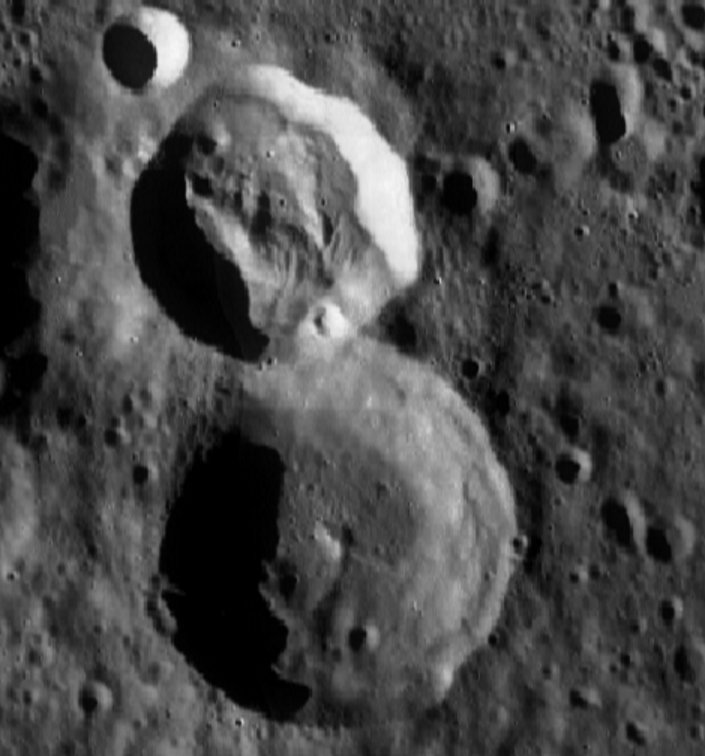
Tsinger (abajo). Fotografía de la misión LRO

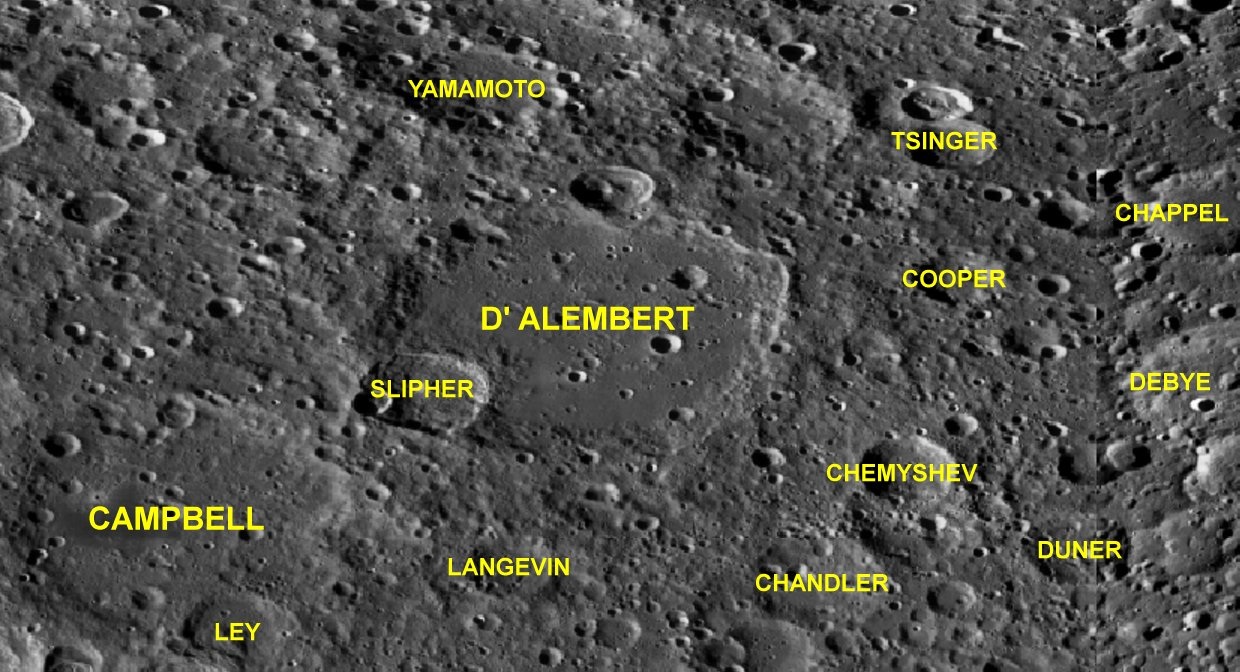
Entorno de Tsinger

Tsinger es un cráter de impacto que se encuentra en latitudes altas del norte de la cara oculta de la Luna. Este cráter tiene un perímetro que es casi circular, a excepción de una protuberancia hacia el sudoeste. Junto al borde exterior norte se encuentra el cráter satélite relativamente reciente Tsinger Y, que, junto con el propio Tsinger, se superpone parcialmente al cráter mucho más antiguo Tsinger W.
|  |

Tsinger ha escapado a los efectos de una erosión significativa provocada por impactos subsecuentes, y el perfil de su brocal sigue apareciendo bien definido y afilado. El suelo interior es aproximadamente la mitad del diámetro del cráter, y presenta un pequeño pico central en el punto medio. Las paredes interiores poseen alguna cornisa en el sur, pero por lo demás carecen relativamente de rasgos distintivos.

## Cráteres satélite
Por convención estos elementos son identificados en los mapas lunares poniendo la letra en el lado del punto medio del cráter que está más cerca de Tsinger.
|         | \| Tsinger \| Coordenadas \| Diámetro \| \| ------- \| ------------------------------ \| -------- \| \| W \| 58°06′N 173°48′E / 58.1, 173.8 \| 53 km \| \| Y \| 58°06′N 175°06′E / 58.1, 175.1 \| 31 km \| |          |
| Tsinger | Coordenadas | Diámetro |
| W       | 58°06′N 173°48′E / 58.1, 173.8 | 53 km    |
| Y       | 58°06′N 175°06′E / 58.1, 175.1 | 31 km    |